# The Coming of the Padres
The Coming of the Padres è un cortometraggio muto del 1914 sceneggiato e diretto da Lorimer Johnston.

## Produzione
Il film, prodotto dall'American Film Manufacturing Company come Flying A, parla della missione di Santa Barbara dove, nel 1782, padre Junipero Serra celebrò la prima messa. Il padre non ebbe il tempo di vedere finita la costruzione della missione, che fu completata dal suo successore.

## Distribuzione
Distribuito dalla Mutual, il film - un cortometraggio in una bobina - uscì nelle sale cinematografiche degli Stati Uniti il 21 marzo 1914.